# Qualificazioni al campionato africano di calcio Under-17 2015
Le qualificazioni per il Campionato africano di calcio Under-17 2015 si sono svolte in tre turni ad andata e ritorno. Alcune nazioni sono state esentate dal primo turno. Le vincitrici del terzo turno si sono qualificate per la fase finale.

## Primo turno
L'andata è stata giocata tra il 13 e il 15 giugno 2014, il ritorno tra il 27 e il 29 giugno 2014.
| Squadra 1     | Totale     | Squadra 2          | Andata | Ritorno |
| ------------- | ---------- | ------------------ | ------ | ------- |
| Burundi       | per ritiro | RD del Congo       | –      | –       |
| Guinea-Bissau | per ritiro | Togo               | –      | –       |
| Gambia        | per ritiro | Guinea             | –      | –       |
| Kenya         | per ritiro | Sudan del Sud      | –      | –       |
| Camerun       | per ritiro | Rep. Centrafricana | –      | –       |
| Libia         | per ritiro | Mauritania         | –      | –       |
| Mozambico     | 2 – 1      | Namibia            | 1 – 1  | 1 – 0   |
| Seychelles    | 1 – 5      | Uganda             | 1 – 2  | 0 – 3   |
| Liberia       | per ritiro | Sierra Leone       | –      | –       |
| Egitto        | 7 – 3      | Sudan              | 4 – 2  | 3 – 1   |

## Secondo turno
L'andata è stata giocata tra il 19 e il 22 luglio 2014, il ritorno tra il 1° e il 3 agosto 2014.
| Squadra 1     | Totale          | Squadra 2      | Andata | Ritorno |
| ------------- | --------------- | -------------- | ------ | ------- |
| RD del Congo  | 0 – 5           | Nigeria        | 0 – 1  | 0 – 4   |
| Etiopia       | 0 – 3           | Gabon          | 0 – 0  | 0 – 3   |
| Togo          | 1 – 1 (gfc)     | Senegal        | 0 – 0  | 1 – 1   |
| Guinea        | 3 – 1           | Marocco        | 1 – 0  | 2 – 1   |
| Sudan del Sud | per ritiro      | Ghana          | –      | –       |
| Camerun       | 2 – 0           | Burkina Faso   | 2 – 0  | 0 – 0   |
| Libia         | 0 – 4           | Costa d'Avorio | 0 – 4  | -       |
| Mozambico     | 2 – 3           | Angola         | 2 – 1  | 0 – 2   |
| Uganda        | 7 – 2           | Ruanda         | 4 – 0  | 3 – 2   |
| Zambia        | 6 – 0           | Botswana       | 1 – 0  | 5 – 0   |
| Sierra Leone  | per ritiro      | Tunisia        | –      | –       |
| Benin         | 1 – 0           | Mali           | 1 – 0  | 0 – 0   |
| Egitto        | 1 – 1 (6–5 dtr) | Rep. del Congo | 1 – 0  | 0 – 1   |
| Tanzania      | 0 – 4           | Sudafrica      | 0 – 0  | 0 – 4   |

## Terzo turno
L'andata è stata giocata tra il 12 e il 14 settembre 2014, il ritorno tra il 26 e il 28 settembre 2014.
| Squadra 1 | Totale     | Squadra 2      | Andata | Ritorno |
| --------- | ---------- | -------------- | ------ | ------- |
| Gabon     | 2 – 6      | Nigeria        | 2 – 1  | 0 – 5   |
| Guinea    | 4 – 0      | Togo           | 1 – 0  | 3 – 0   |
| Camerun   | squalifica | Ghana          | 1 – 2  | 3 – 4   |
| Angola    | 1 – 4      | Costa d'Avorio | 1 – 1  | 0 – 3   |
| Zambia    | 4 – 1      | Uganda         | 2 – 0  | 2 – 1   |
| Mali      | 5 – 1      | Tunisia        | 2 – 0  | 3 – 1   |
| Sudafrica | 4 – 3      | Egitto         | 2 – 1  | 2 – 2   |

## Squadre qualificate
| - Niger (nazione ospitante) - Nigeria - Guinea - Camerun | - Costa d'Avorio - Zambia - Mali - Sudafrica |